# 7812 Billward
7812 Billward eller 1984 UT är en asteroid i huvudbältet som upptäcktes den 26 oktober 1984 av den amerikanske astronomen Edward L.G. Bowell vid Anderson Mesa Station. Den är uppkallad efter astronomen William Ward.
Asteroiden har en diameter på ungefär 17 kilometer.